# 死の森
『死の森』（しのもり、原題：森冤、英語題：Forest of Death）は、2007年の香港映画。女性刑事が植物と交流するための研究をしている男性と共に、森の中で起こったレイプ殺人の唯一の“目撃者”である“森”から証言を得ようと実験を試みるネイチャー・ファンタジー映画。
日本では劇場未公開で、同年にDVD化された。

## キャスト
- ハ刑事：スー・チー
- シューホイ：イーキン・チェン
- ：ラウ・シウミン
- 美樹：レイン・リー

## スタッフ
- 監督：ダニー・パン
- 製作：オキサイド・パン、ダニー・パン
- 脚本：ダニー・パン
- 撮影：チューチャート・ナンティタニャターダ
- 編集：カラン・パン